# Alavus
Alavus é um município da província de Finlândia Ocidental, integrando a sub-região de Ostrobótnia do Sul, na Finlândia. Foi fundado em 1865.
O município tem uma população de 9.405 habitantes (estimativas de março de 2010) distribuídos por uma área geográfica de 842,5 km². A densidade populacional do município é de 11,9 hab/km². Todos os habitantes da cidade falam unanimamente o finlandês.
A agricultura e a silvicultura empregam uma parte significativa da população. A maioria das empresas em Alavus está relacionada com a construção, materiais, design e empreiteiros. Alavus tem 60 lagos com 324 km da costa.